# Single Ladies (Put a Ring on It)
Single Ladies (Put a Ring on It) è un singolo della cantante statunitense Beyoncé, pubblicato l'8 ottobre 2008 come secondo estratto dal terzo album in studio I Am... Sasha Fierce.
Vincitore di tre Grammy Awards, tra cui alla canzone dell'anno, il brano è stato accolto positivamente dalla critica musicale per il messaggio di emancipazione femminile, venendo considerato tra i migliori brani degli anni duemila, oltre che tra Le 500 migliori canzoni di tutti i tempi secondo Rolling Stone e Le 100 migliori canzoni secondo Time. Inoltre la canzone ha vinto un Soul Train Music Award e due ASCAP Music Awards.
Il video musicale del brano diretto da Jake Nava è stato riconosciuto con tre MTV Video Music Awards, tra cui al video dell'anno, vincendo nella medesima categoria agli MTV Europe Music Awards, MOBO Awards e BET Awards. Globalmente la coreografia del video, ispirata alle produzioni di Bob Fosse, ha ottenuto successo nella pop culture, contribuendo alla diffusione degli stili di danza J-Setting e Heels Dance (Danza sui tacchi).
Commercialmente la canzone è stata resa disponibile per le radio americane lo stesso giorno di If I Were a Boy, e ha raggiunto la 1ª posizione nella Billboard Hot 100, divenendo la quinta canzone solista della cantante ad ottenere tale risultato. Nelle classifiche internazionali il brano ha esordito tra le prime dieci posizioni delle classifiche di vendita stilate in Australia, Canada, Germania, Irlanda, Italia, Paesi Bassi e Regno Unito. Al termine del 2009 IFPI ha classificato il singolo come il settimo più venduto con 6.2 milioni di copie vendute. Al 2024 ha venduto oltre 11 milioni di copie negli Stati Uniti.

## Descrizione
Single Ladies (Put a Ring on It) è stata scritta dalla stessa cantante assieme a Thaddis "Kuk" Harrell, The-Dream e Christopher Stewart, vedendo quest'ultimi anche produttori del brano, e registrata nel maggio 2008 presso il Boom Boom Room Studio di Burbank, California. The-Dream ha concepito il brano dopo il matrimonio segreto di Beyoncé con il rapper ed imprenditore Jay-Z, tenutosi nell'aprile 2008, focalizzandosi un problema che riguardava le relazioni di molte persone: la paura o la riluttanza degli uomini a impegnarsi seriamente con la propria amata. Stewart ha raccontato che la canzone era «l'unica dichiarazione pubblica che [Beyoncé e Jay-Z] avessero mai fatto sul matrimonio», e che mentre era in studio a registrare la canzone Beyoncé era rimasta riservata sul fatto, fino al punto di togliersi la fede nuziale. In un'intervista con la rivista Billboard, Beyoncé ha aggiunto di essere stata attratta dalla canzone per l'universalità dell'argomento, un tema che «appassiona le persone e di cui vogliono parlare e discutere». Ha dichiarato inoltre che, sebbene Single Ladies sia una canzone uptempo giocosa, affronta un problema che le donne sperimentano ogni giorno, e che spera le rafforzi e le dia potere di decidere della propria vita.
Il brano si imposta su sonorità uptempo dance pop, bounce e R&B con influenze dancehall e disco music; la strumentazione comprende una grancassa, una tastiera e sintetizzatore. La voce di Beyoncé va dalla nota F♯3 a D5.

### L'alter ego Sasha Fierce
In Single Ladies (Put a Ring on It), Beyoncé ritrae il suo alter ego Sasha Fierce, che appare nel secondo disco che costituisce l'album I Am... Sasha Fierce. La scelta di rilasciare il singolo assieme a If I Were a Boy, doveva esprimere il concetto di doppia personalità della cantante.

## Pubblicazione e promozione
Single Ladies (Put a Ring on It) è stata inizialmente distribuita, insieme ad If I Were a Boy, l'8 ottobre 2008 alle radio americane; il giorno seguente è stata inserita anche nelle radio Urban degli Stati Uniti. Le due canzoni sono state pubblicate come doppio singolo A-side il 7 novembre 2008 in Australia, Nuova Zelanda e Germania. Originariamente il brano non era stato pubblicato come singolo nel Regno Unito, ma la canzone è diventata sempre più popolare e ha raggiunto la top ten della UK Singles Chart grazie alle vendite dei download, sino al 16 febbraio 2009, quando è stato pubblicato come singolo su CD e assieme ai remix dance della canzone, resi disponibili anche nel resto dei paesi europei.
La canzone è stata eseguita live la prima volta il 9 novembre 2008 ai World Music Awards e il 15 dello stesso mese al Saturday Night Live. La canzone fu eseguita anche all'episodio di chiusura dei TRL America. Altre esibizioni si sono tenute nel corso del 2009 agli American Music Award ed MTV Video Music Awards.

## Video musicale

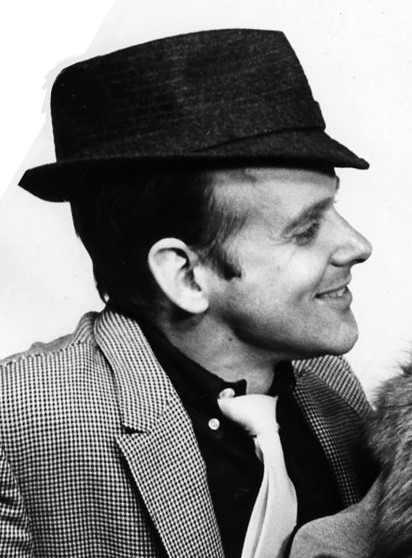
I lavori di Bob Fosse hanno ispirato Beyoncé nella scelta coreografica del video musicale di Single Ladies (Put a Ring on It)

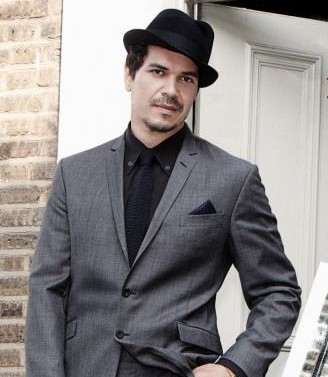
Jake Nava, regista del video di Single Ladie (Put a Ring on It)

Il video musicale di Single Ladies (Put a Ring on It) è stato girato dopo la fine delle riprese del video musicale per If I Were a Boy. Per la regia Beyoncé ha collaborato nuovamente con Jake Nava, regista con il quale aveva già lavorato per i video musicali di Crazy in Love e Beautiful Liar, e coreografato da Frank Gatson Jr. e JaQuel Knight. Ispirato alla coreografia di Bob Fosse del 1969 per lo spezzone musicale intitolato Mexican Breakfast trasmesso nel corso del The Ed Sullivan Show, mentre lo styling si ispira ad un servizio fotografico diffuso sulla rivista Vogue.
Intervistati da Billboard, Nava, Gatson e Knight hanno raccontato il processo creativo del video, il quale è stato girato in un'unica ripresa con una sola camera e senza stacchi di inquadratura in dodici ore di lavoro. Nava ha raccontato la tecnica unizzata per far risaltale la coreografia, ovvero di «posizionare la telecamera nel punto migliore per apprezzare il movimento di danza senza dover ricorrere al montaggio; [...] il pubblico ha davvero l'opportunità di apprezzare il talento che ha di fronte, la personalità e la storia di una coreografia così straordinaria».
Knight ha sottolineato che alla cantante era stato richiesto più volte di danzare con lo stile vogueing, ma che questo essendo già stato proposto da Madonna non avrebbe fatto nessun clamore, decidendo di optare per il J-Setting e Heels Dance, affermando che «era qualcosa di organico. [...] conoscevo i fondamenti, la tecnica e l'atmosfera e potevo mantenerla autentica in Beyoncé. Con Beyoncé aveva senso, perché lei è una ragazza del country texano con i fianchi e il bounce e lo swag naturale che puoi ottenere solo crescendo lì». Knight ha inoltre raccontato che i due coreografi e la cantante assieme alle ballerine presenti nel video, Ebony Williams ed Ashley Everet, hanno studiato le produzioni di Fosse, invitando inoltre in sala il ballerino Desmond Richardson, che aveva lavorato con il coreografo a Broadway. Williams ha affermato «ritengo sia stato molto bello del modo in cui [Gatson e Knight] hanno mescolato il movimento di Fosse. Fosse è estremamente musicale ed è ispirato orientato alla forma del corpo, e lo stesso vale per il J-setting».

Nel 2021 Beyoncé, in un'intervista per Harper's Bazaar, ha raccontato la scelta di filmare il video in bianco e nero, raccontando:
(Beyoncé)

### Roboglove
Nel video Beyoncé indossa un roboglove (guanto robotico) in titanio disegnato dal suo gioielliere di lunga data, Lorraine Schwartz, per completare il suo alter ego Sasha Fierce. Il guanto è composto da diversi pezzi, tra cui un anello e un componente separato che copre la parte superiore del braccio di Beyoncé. Schwartz ha raccontato:
(Lorraine Schwartz)

## Accoglienza

### Accoglienza del brano
Il brano è stato ritenuto un inno alle persone single, nella propria autodeterminazione come individuo, oltre che un brano femminista. La critica musicale ha paragonato la canzone a Respect di Aretha Franklin e a I Will Survive di Gloria Gaynor, in virtù dei loro testi, tutti promotori dell'emancipazione femminile.
Douglas Wolf, inserendo il brano tra Le 100 migliori canzoni secondo Time, ha riscontrato che Single Ladies è un singolo che permette a Beyoncé di dimostrare il suo virtuosismo e «un'esibizione mirata e dominante di individualità che parla per ogni mano alzata senza anello». Sasha Frere-Jones del The New Yorker ha scritto che la canzone combina un'accozzaglia di sentimenti e suoni che "non si risolvono, non cercano una comprensione l'uno dell'altro, ma non diventano mai stancanti, un inno puro al potere sulla propria vita»
Ann Powers del Los Angeles Times è rimasta colpita dalla produzione complessiva del brano, in particolare dal ritornello, aggiungendo: «Più della maggior parte delle cantanti donne, Beyoncé comprende l'arte funky del canto ritmico, e questo ne è un esempio lampante». Anche Michelangelo Matos di The A.V. Club ha scritto che la canzone risulti «favolosa, con una produzione brillante, un gancio enorme e ritmi sorprendenti». Alexis Petridis del The Guardian ha lodato l'atmosfera minacciosa che Single Ladies crea con l'uso di accordi minori, dando forza alla presenza vocale di Beyoncé nell'autodeterminazione, trovandolo inoltre assieme a Diva un potenziale fonti di ispirazione per le drag queen. Descrivendo la canzone come un "vincente passo di danza», Adam Mazmanian del The Washington Times ha scritto che la canzone è stata concepita per portare le donne sulla pista da ballo, poiché Beyoncé la canta con «una voce genuinamente sfidante e indipendente» rispetto a tutti gli uomini che girano intorno.
Inserendo la canzone al terzo posto nella lista delle The 200 Greatest Songs By 21st Century Women (Le 200 Migliori Canzoni di Donne del 21º secolo) per NPR, Kiana Fitzgerald ha definito al canzone «feroce, sensuale, assertiva ed entusiasmante» il cui significato si identifica «nell'appello che le donne in cerca di uno strumento per misurare il proprio valore personale volevano», poiché Beyoncé esige per ogni donna «eccellenza e fedeltà» nei rapporti intrapersonali. Rolling Stone ha inserito il brano al della propria lista delle 500 migliori canzoni di tutti i tempi

### Accoglienza del video musicale
In una riflessione sul video musicale del brano per Billboard nel 2018, la giornalista Hilary Hughes ha sottolineato che Beyoncé «ha messo in mostra una pop star che ha utilizzato il video musicale come mezzo rivoluzionario a un livello che i suoi coetanei non potevano raggiungere», rivoluzionando la formula del visiva, «ha creato il precedente di un'artista che sarebbe tornata al lavoro, [...] per capovolgerlo e sbalordire i suoi fan, stabilendo lo standard di titanio per l'album visivo come formato» nell'album Beyoncé.
Sempre nel 2018, analizzando il video del brano, Brandon Soderberg di Slant Magazine, lo definisce «un mix raffinato di esuberanza degli interpreti e sottigliezza registica», sottolineando che gli «zoom lenti e pazienti, tagli nascosti da luci che diventano nere o lampeggianti» mantengono «l'energia e l'immediatezza» della coreografia ripetitiva nei movimenti. Sodeberg definisce la mano metallica indossata da Beyoncé l'unico «elemento strano e surreale» del video, il quale «si adatta alla brillantezza subliminale del video nel suo complesso». Nel 2021 la rivista ha posizionato il video al 36º posto della lista dei The 100 Greatest Music Videos of All Time (I 100 migliori video musicali di tutti i tempi).
Il video musicale del brano è stato inserito al 12º posto nella lista dei The 100 Greatest Music Videos of All Time (I 100 migliori video di tutti i tempi) secondo Rolling Stone, scrivendo che attraverso il video «Beyoncé ha quasi reso l'impossibile possibile; [...] tre minuti e 18 secondi di pura coreografia, in viso e in chiaro, con solo due ballerini al suo fianco». La rivista Parade ha inserito il video musicale alla medesima posizione della lista The 75 Best Music Videos of All Time (I 75 migliori video musicali di tutti i tempi).

## Impatto e pop culture

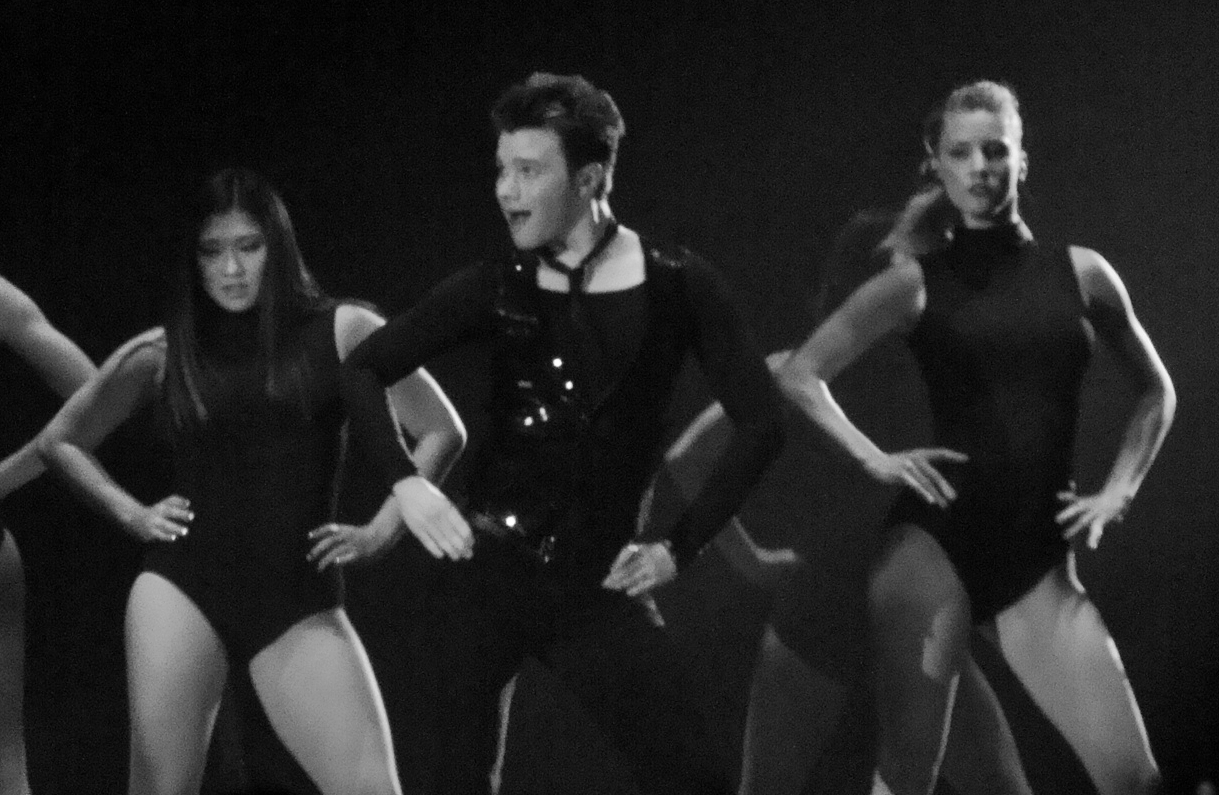
Jenna Ushkowitz, Chris Colfer e Heather Morris durante la performance di Single Ladies a Manchester, durante il tour Glee Live! In Concert! nel 2011.

### Impatto su YouTube
Il video del brano è stato ritenuto il primo grande fenomeno di massa del nuovo millennio e di Internet, dando il via a una serie di video di replicazione della coreografia del ballo sulla piattaforma di video streaming YouTube. James Montgomery di MTV News ha scritto che «sembra che [il video musicale] sia stato fatto su misura per la generazione che sta vivendo l'era di YouTube, il che probabilmente spiega perché gli omaggi verso la cantante siano diventati un fenomeno mondiale». Dan Cairns, scrivendo un articolo sulla canzone per il The Times, ha sottolineato che la diffusione del video sul web ha contribuito «a suggellare il successo» di Single Ladies, affermando che «YouTube gioca un ruolo fondamentale nella vita di Beyoncé Knowles».

### Diffusione degli stili di danza J-Setting e Heels Dance
Al video del brano viene attribuito il merito di aver portato nel mainstream gli stili di danza J-Setting e Heels Dance, stili che prevedono di ballare indossando scarpe con i tacchi su coreografie energiche e guidate da un leader, diffusi nella comunità LGBT afroamericana e tra i gruppo di cheerleader nello Stato del Mississippi.

### Uso nei media e parodie
Nel 2009 viene realizzata una parodia del video di Single Ladies (Put a Ring on It), in cui Beyoncé incontra tre aspiranti ballerini per il video musicale del brano, interpretati da Justin Timberlake, Andy Samberg e Bobby Monynihan. Nello stesso anno anche Joe Jonas ha pubblicato un video in cui danza la canzone. Nel 2015 Timberlake ha replicato la coreografia assieme a Jimmy Fallon nel corso del The Tonight Show.
Dopo la sua pubblicazione la canzone e parodie del video musicale sono state incluse in molti programmi televisivi, tra cui CSI: Miami, Cougar Town, Gossip Girl, e in due episodi di Glee. La canzone appare nel film Marvel Doctor Strange. Nel numero 33 della serie di fumetti The Brave and the Bold presenta una scena in cui Wonder Woman, Zatanna e Barbara Gordon cantano una versione karaoke della canzone in un locale.

## "Kanyegate"
"Single Ladies" è stata nominata per nove premi agli MTV Video Music Awards 2009, vincendone alla fine tre, tra cui quello di Video dell'anno. La mancata vittoria nella categoria "Miglior video femminile", andata a "You Belong with Me" della cantante country pop americana Taylor Swift, ha scatenato polemiche durante la cerimonia. Durante il discorso di accettazione della Swift, il rapper Kanye West è salito sul palco, le ha preso il microfono e ha dichiarato il video di "Single Ladies" come "uno dei migliori video di tutti i tempi". È stato poi mostrato un filmato di Beyoncé tra il pubblico che sembrava scioccata. Quando Beyoncé ha vinto il premio per il video dell'anno quella sera, ha ricordato quando ha vinto il suo primo premio di MTV con il suo ex gruppo, le Destiny's Child, e ha definito l'esperienza "uno dei momenti più emozionanti della [sua] vita". Ha poi invitato Taylor Swift sul palco per concludere il suo discorso e "avere il suo momento". Successivamente, Kanye West si è scusato con Taylor Swift per avere interrotto il suo discorso, ma il suo gesto ha creato molte polemiche.

## Riconoscimenti
Grammy Awards
- 2010 – Canzone dell'anno
- 2010 – Miglior canzone R&B

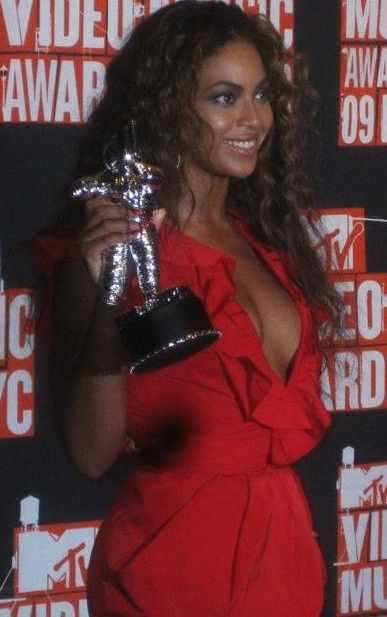
Beyoncé agli MTV Video Music Awards 2009 con il premio al video dell'anno.

- 2010 – Miglior interpretazione R&B di un'artista donna

ASCAP Pop Music Awards
- 2010 – Canzone più trasmessa

ASCAP Rhythm & Soul Music Awards
- 2010 – Canzone più trasmessa

BET Awards
- 2009 – Video dell'anno
- 2009 – Candidatura al Viewer's Choice Award

MOBO Awards
- 2009 – Miglior video

MTV Europe Music Awards
- 2009 – Miglior video

MTV Video Music Awards
- 2009 – Video dell'anno
- 2009 – Miglior coreografia
- 2009 – Miglior montaggio
- 2009 – Candidatura al miglior video di un'artista femminile
- 2009 – Candidatura al miglior video pop
- 2009 – Candidatura alla miglior regia
- 2009 – Candidatura ai migliori effetti speciali
- 2009 – Candidatura alla miglior scenografia
- 2009 – Candidatura al miglior fotografia

MTV Italia Music Awards
- 2009 – Nokia Playlist Generation Award

MuchMusic Video Awards
- 2009 – Candidatura al miglior video internazionale

NAACP Image Award
- 2010 – Candidatura alla miglior canzone
- 2010 – Candidatura al miglior video

Nickelodeon Kids' Choice Awards
- 2009 – Miglior canzone

Soul Train Music Award
- 2009 – Canzone dell'anno
- 2009 – Candidatura al The Ashford & Simpson Songwriter's Award

Teen Choice Awards
- 2009 – Miglior canzone R&B

UK Music Video Awards
- 2010 – Candidatura al miglior video pop

World Music Award
- 2010 – Candidatura alla migliore canzone

## Tracce
Testi di Beyoncé Knowles, Christopher Stewart, Terius "The-Dream" Nash e Thaddis Harrell, musiche di Beyoncé Knowles, Christopher Stewart e Terius "The-Dream" Nash.
UK CD Single
1. Single Ladies (Put a Ring on It) - 3:13
2. Single Ladies (Put a Ring on It) (Redtop Remix) - 3:31

US Digital Remix EP
1. Single Ladies (Put a Ring on It) (Dave Aude Remix Club Version) - 8:24
2. Single Ladies (Put a Ring on It) (Karmatronic Remix Club Version) - 5:58
3. Single Ladies (Put a Ring on It) (Redtop Remix Club Version) - 6:59
4. Single Ladies (Put a Ring on It) (DJ Escape & Tony Coluccio Remix Club Version) - 6:58
5. Single Ladies (Put a Ring on It) (Lost Daze Dating Service Remix Club Version) - 6:52
6. Single Ladies (Put a Ring on It) (Craig C's Master Blaster Remix Club Version) - 8:19

EU Digital Remix EP
1. Single Ladies (Put a Ring on It) (RedTop Remix Radio Edit)
2. Single Ladies (Put a Ring on It) (My Digital Enemy Remix)
3. Single Ladies (Put a Ring on It) (Olli Collins & Fred Portelli Remix)
4. Single Ladies (Put a Ring on It) (Dave Aude Remix Club Version)
5. Single Ladies (Put a Ring on It) (The Japanese Popstars Remix)
6. Single Ladies (Put a Ring on It) (Album Version)

Remixes
1. Single Ladies (Put a Ring on It) (Official Don Vito Remix) (Featuring Lil' Scrappy)

## Successo commerciale

### Stati Uniti
Single Ladies (Put a Ring on It) ha esordito alla posizione numero 72 della classifica statunitense Billboard Hot 100 del 1º novembre 2008. Il 6 dicembre 2008 è passato dalla posizione numero 28 alla numero due della classifica, grazie a 204.000 download digitali, esordendo inoltre alla prima posizione della classifica Hot Digital Songs, quinto brano della cantante a ottenere tale risultato nella classifica di vendite digitali. Nella stessa settimana, If I Were a Boy si posiziona al terzo posto della Hot 100, rendendo Beyoncé la settima donna nella classifica statunitense ad avere due canzoni nelle prime cinque posizioni. La settimana successiva Single Ladies è salito al primo posto della Hot 100, facendo ottenere alla cantante il quinto singolo solista in vetta alla classifica, pareggiando Olivia Newton-John e Barbra Streisand, occupando il sesto posto nella classifica delle artiste con il maggior numero di canzoni al primo posto della Hot 100. La canzone è rimasta in cima alla Hot 100 per quattro settimane non consecutive.
Nelle altre classifiche stilate da Billboard la canzone raggiunto la prima posizione della classifica Hot R&B/Hip-Hop Songs, dove è rimasta per dodici settimane consecutive, oltre che la prima posizione della Pop Songs, Hot 100 Airplay e della Hot Dance Club Play. La canzone è stata certificata quadruplo disco di platino dalla Recording Industry Association of America per le vendite di oltre 4.000.000 di copie nel Paese, ottenendo nel 2022 la certificazione di nove dischi di platino con 9.000.000 di copie vendute.

## Classifiche
| Classifica (2008)      | Posizione massima |
| ---------------------- | ----------------- |
| Australia              | 5                 |
| Belgio (Fiandre)       | 11                |
| Belgio (Vallonia)      | 34                |
| Canada                 | 2                 |
| Danimarca              | 21                |
| Giappone               | 53                |
| Irlanda                | 4                 |
| Italia                 | 10                |
| Norvegia               | 19                |
| Nuova Zelanda          | 2                 |
| Paesi Bassi            | 12                |
| Spagna                 | 10                |
| Svezia                 | 40                |
| Svizzera               | 40                |
| Official Singles Chart | 7                 |
| U.S. Billboard Hot 100 | 1                 |